# 세상의 중심에서 사랑을 외치다 (영화)
《세상의 중심에서 사랑을 외치다》(일본어: 世界の中心で、愛をさけぶ 세카이노추신데, 아이오사케부[*])는 2004년 5월 8일 개봉된 일본 영화이다. 한국에서는 같은 해 10월 8일 개봉되었다.
일본에서는 흥행수입 85억엔, 관객 동원 수 700만명을 기록, 2004년 실사 영화 No.1의 기록을 세웠다. 영화의 주제가인 히라이 켄의 〈눈을 감고〉는 100만장의 판매고를 기록하며 대히트하였다.
카타야마 쿄이치의 동명 소설 《세상의 중심에서 사랑을 외치다》가 원작으로, 영화에서는 성인이 된 사쿠타로(오사와 타카오)의 관점에서 이야기가 그려져 고향을 여행하면서 과거와 현재를 넘나 드는 스토리로 개편되었다.

## 줄거리
리츠코(시바사키 코우)는 태풍이 접근하고 있던 때 결혼을 앞두고 이사 준비에 한창중인 어느날, 정리하던 상자안에서 오래된 카세트 테이프를 발견한다. 가전 매장에서 카세트 워크맨를 구입해 테이프를 들으면, 한 소녀 아키(나가사와 마사미)의 목소리가 흐리고, 리츠코는 거리의 소란속에서 멈춰 자신도 모르게 눈물을 흘린다.
한편 사쿠타로(오사와 타카오)는 리츠코가 없어졌다는 소식을 듣게 되고 태풍의 뉴스 영상에서 리츠코가 어디에 있는지 짐작하게 되고, 그의 고향인 다카마츠로 향한다. 그리고 고향에 도착한 사쿠타로는 고교 시절의 아키와의 추억의 기억들이 되살아난다.

## 출연

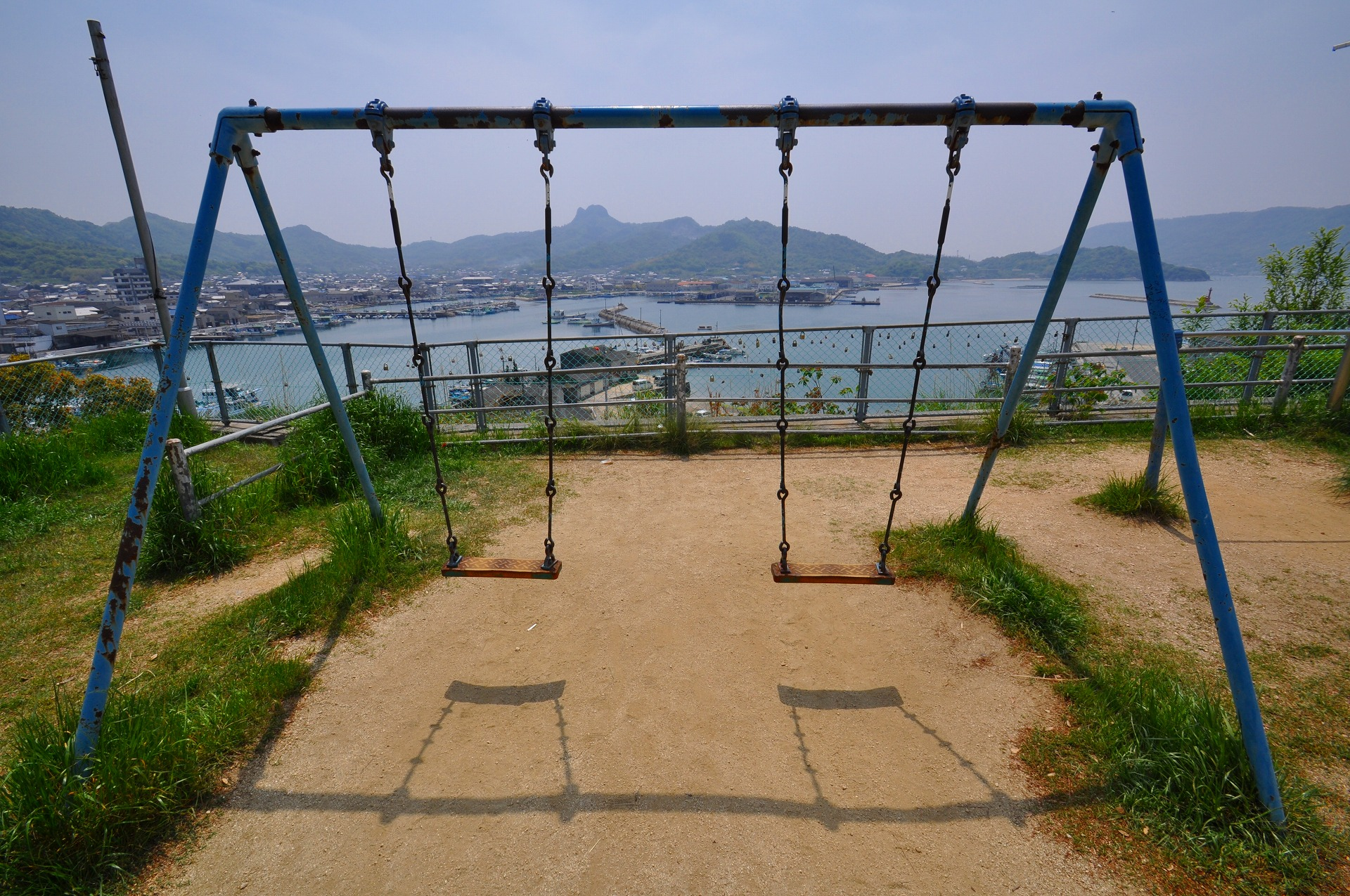
오지신사(皇子神社)의 그네안쪽에 야시마가 보인다.

- 마츠모토 사쿠타로 : 오사와 다카오 / 모리야마 미라이 (고등학교 시절)
- 후지무라 리츠코 : 시바사키 코우 / 칸노 리오 (소녀 시절)
- 히로세 아키 : 나가사와 마사미
- 시게조 : 야마자키 츠토무
- 오오키 류노스케 : 쿠도 칸쿠로 / 타카하시 잇세이 (고등학교 시절 동급생)
- 죠니 : 츠다 칸지
- 라디오 DJ : 와타나베 미사토
- 아키의 아버지 : 스기모토 뎃다
- 아키의 어머니 : 나가노 사토미
- 이데이 선배 (사쿠타로의 상사) : 아마미 유키
- 마츠모토 아야코 (사쿠타로의 어머니) : 키우치 미도리
- 사쿠타로의 누나 (고등학교) : 오노 마치코
- 리츠코 (소녀)의 어머니 : 다나카 미사토
- 영화감독 : 모리타 요시미츠
- 쿠니무라 아오코 교장 (영정 사진) : 구사무라 레이코·호리키타 마키
- 영어교사 : 댄디 사카노
- 가전 상점 점원 : 매기
- 사진관 손님 : 이치카와 신페
- 공항 탑승 카운터 직원 : 오오모리 나오
- 태풍정보의 TV 방송 아나운서 : 사이토 데츠야, 고바야시 마야
- 입원환자 : 야츠 이사오
- 반장 : (고등학교 시절의 동급생) 니시하라 아키

## 스태프
- 감독 :유키사다 이사오
- 제작 : 혼다 히데유키
- 프로듀서 : 이치카와 미나미, 하루나 케이
- 협력 프로듀서 : 하마나 카즈야
- 각본 : 사카모토 유지, 이토 치히로, 유키사다 아사오
- 촬영 : 시노다 노보루
- 편집 : 이마이 츠요시
- 조명 : 나카무라 히로키
- 음악 : 메이나Co.
- 미술 : 야마구치 오사무
- 녹음 : 이토 히로노리
- 제작 총괄 : 시마타니 요시나리, 콘도 쿠니카츠, 야스나가 요시로, 카메이 오사무, 호소노 요시로, 이토 유조
- 녹음 : 이토 히로노리
- 조감독 : 쿠라카타 마사토시, 가네시게 아츠시
- 제작 위원회 : 도호, TBS, 하쿠호도 DY 미디어 파트너스, 쇼가쿠칸, 스타더스트 픽처스, 마이니치 방송(영화판 《지금, 만나러 갑니다》와 같다.)

## 주제가
- 주제가 : 히라이 켄 〈눈을 감고〉 (딥스타 레코드)
- 삽입곡 : 사노 모토하루 〈SOMEDAY〉, 와타나베 미사토 〈너와 만나서〉

## 특정 기록
- 고교생인 사쿠타로는 이토 츠카사의 팬.
- 아키의 요청 엽서는 이노우에 요스이의 〈차라리 세레나데〉.
- 등장하는 전차는 마쓰야마시에서 촬영.
- 에히메현의 관청을 병원의 복도의 설정으로 사용되었다.
- 와타나베 미사토의 〈너와 만나서〉는. 세이부 돔 라이브의 TV 고지용으로 사용되었다.
- 그네, 공항의 장면의 배경에 나오는 대안의 사다리꼴 형상의 산은 야시마의 전투(겐베이 합전)으로 유명한「야시마」로, 촬영지가 된 아지쵸에서 바라 볼 수 있었다.
- 촬영지인 다카마츠 시 아지쵸의 오지신사(그네에 타서 사쿠와 아키가 사진관의 주인 할아버지의 연애에 대해 이야기하는 장소)의 철망에는, 연인들이나 젊은 여성의 바람을 기원하는 자물쇠가 걸려있다. 이 자물쇠에 대해서 신사의 관계사는 새로운 연맺어주기의 신으로서 신사에 와주는 것을 환영하고 있다.
- 사쿠와 아키의 교복은 카가와 현립 타케마츠키다 중학교·고등학교의 하복을 사용하고 있다.
- 오오키 류노스케가 마스터로, 다카마츠에 있는 리츠코을 TV 뉴스 방송에서 발견하는 카페는 도쿄도 미나토구 시바우라의 바이 카즈 카페이다.
- 교장 선생님의 어린 시절의 인물은 당시 거의 무명이었던 호리키타 마키이다.
- 과거 (고교 시절)의 묘사는 맑은 하늘, 현대는 흐린 날, 절정의 공항 장면은 폭풍이 치는 하늘에서 그리는 것은 유키사다 감독의 구상에 의한 것이다.

## 영화판의 평가
각 영화 시상식에서 나가사와 마사미가 신인상을 휩쓸었으며, 작품 자체에 대한 두드러진 평론은 없었지만, 이 작품이 유작이 된 카메라맨 시노다 노보루의 촬영, 타네다 요헤이의 미술, 유키사다 이사오 감독의 연출 등 각 스탭의 기량은 비평가에게도 높게 평가되었다.

## 서적
- 손끝의 꽃 ~영화 『세상의 중심에서 사랑을 외치다』 리츠코의 이야기~ 마시코 쇼이치 저(쇼가쿠칸・2004년 5월)

※ 영화의 시나리오를 리츠코의 시점에서 그린 작품이다.

## 주요 촬영지
- 필름 코믹션
  - 가가와 필름 코믹션 보관됨 2012-02-27 - 웨이백 머신
  - 에히메 필름 코믹션 보관됨 2005-07-14 - 웨이백 머신
- 가가와현
  - 다카마쓰시 (옛: 기타 군 아지쵸) - 메인 로케
  - 다카마쓰시 (옛: 기타 군 무레쵸) - 사쿠의 집
  - 다카마쓰 공항 - 아키가 쓰러진 공항
  - 카가와 현립 카가와 주오 고등학교 - 사쿠와 아키가 다녔던 학교 (운동장 등)
  - 카가와 현립 츠다 고등학교 동상 (화학 실험실 등)
  - 마루 가메시 - 사쿠와 아키의 섬 캠프
- 에히메현
  - 마쓰야마시 - 아키가 입원 한 병원의 복도 (병실 안은 세트), 노면 전차
  - 오즈시 (옛: 기타군 나가하마쵸) - 사원의 묘소
  - 에히메 현립 이요 고등학교 - 사쿠와 아키가 다녔던 학교 (운동장)
- 가가와현
  - 오다와라 시립 시라야마 중학교 - 사쿠와 아키가 다녔던 학교 (체육관)
- 도쿄도
  - 미나토구 Cafe 슈퍼 레이서
- 호주
  - 앨리스 스프링스

## MBC 성우진
- 표영재 - 사쿠타로 (오사와 타카오)
- 김서영 - 아키 (나가사와 마사미)
- 정재헌 - 소년 사쿠타로 (모리야마 미라이)
- 박신희 - 리츠코 (시바사키 코우)
- 황윤걸 - 시게조 (야마자키 쓰토무)
- 정남
- 김기철
- 김호성
- 문남숙
- 이원찬
- 한경화
- 류승곤

## 같이 보기
- 세상의 중심에서 사랑을 외치다 - 원작 소개
- 세상의 중심에서 사랑을 외치다 (드라마)